# Flora (Ferrari)
Flora, overo Cultura di fiori (Flora, seu De florum cultura) è un trattato in quattro libri sui fiori ornamentali e il giardinaggio pubblicato nel 1633 in lingua latina dal gesuita Giovanni Battista Ferrari e nel 1638 nella traduzione in lingua italiana di Ludovico Aureli.

## Edizioni
- Joh: Baptistae Ferrarii Senensi, S.I. De Florum cultura Libri IV, Romae: excudebat Stephanus Paulinus, 1633, in-4°, p. 522
- Giovanni Battista Ferrari, Flora ouero Cultura di fiori del p. Gio. Battista Ferrari sanese della Comp. di Giesù distinta in quattro libri e trasportata dalla lingua latina nell'italiana da Lodouico Aureli, In Roma: per Pier'Antonio Facciotti, 1638
- Joh: Baptistae Ferrarii Senensi, S.I. Flora, seu De florum cultura lib. 4, Amstelodami: prostant apud Joannem Janssonium, 1646 (Google libri); ristampa nel 1664 (Google libri)
- Flora ouero Cultura di fiori del p. Gio. Battista Ferrari sanese della Comp. di Giesù distinta in quattro libri e trasportata dalla lingua latina nell'italiana da Lodouico Aureli perugino, Roma: M. Vivarelli, 1975 (Ristampa anastatica dell'edizione: In Roma, per P. A. Facciotti, 1638)
- Flora, overo Cultura di fiori, Ripresa in facsimile a cura e con introduzione di Lucia Tongiorgi Tomasi; testi di Alberta Campitelli e Margherita Zalum Firenze: L. S. Olschki, 2001, ISBN 88-222-5048-6

## Struttura
L'opera, dedicata al cardinale Francesco Barberini, è suddivisa in quattro libri:
- Libri I: De apparatu hortensi
- Libri II: De florum notis
- Libri III: De Florum satu & Educatione
- Libri IV: De Florum usus & Admirandis

Nel primo libro si introduce l'arte del giardinaggio, con una panoramica generale sulla coltivazione dei fiori e sul giardinaggio. Nel secondo e nel terzo libro si tratta dei fiori pellegrini, mentre il quarto libro è dedicato soprattutto alle decorazioni floreali. Vi sono brevi descrizioni dei più importanti giardini visitati dall'autore e delle piante provenienti dalle Americhe mai descritte prima di allora. Ferrari, inoltre, fornisce consigli per la composizione di mazzi di fiori, ceste e vasi di fiori per l'ornamento di interni, e per la conservazione dei fiori prelevati durante i lunghi viaggi.
Notevole è l'apparato iconografico. L'edizione del 1633 è corredata da quarantasei incisioni, i cui rami furono disegnati da Pietro da Cortona, Guido Reni e Andrea Sacchi, e incisi da Johann Friedrich Greuter e Claude Mellan. Una tavola fu incisa da Anna Maria Vaiana. Le prime incisioni (nelle pagine 25-37) sono rappresentate da progetti di giardini. Altre incisioni riguardano gli utensili utilizzati nel giardinaggio, i fiori, i bulbi e i vasi. L'opera, stampata da Stefano Paolini, è dedicata al card. Francesco Barberini. Le incisioni riguardanti le piante e i fiori erano ricavate da disegni che provenivano dal "Museo cartaceo" di Cassiano Dal Pozzo. L'edizione in lingua italiana effettuata da Ludovico Aureli, dedicata ad Anna Colonna e pubblicata nel 1638, presenta le medesime incisioni dell'edizione del 1633. Le edizioni effettuate ad Amsterdam nel 1646 e nel 1664, a cura di Bernhard Rottendorff, medico dell'elettore di Colonia, sono invece differenti.

## Galleria fotografica daFlora

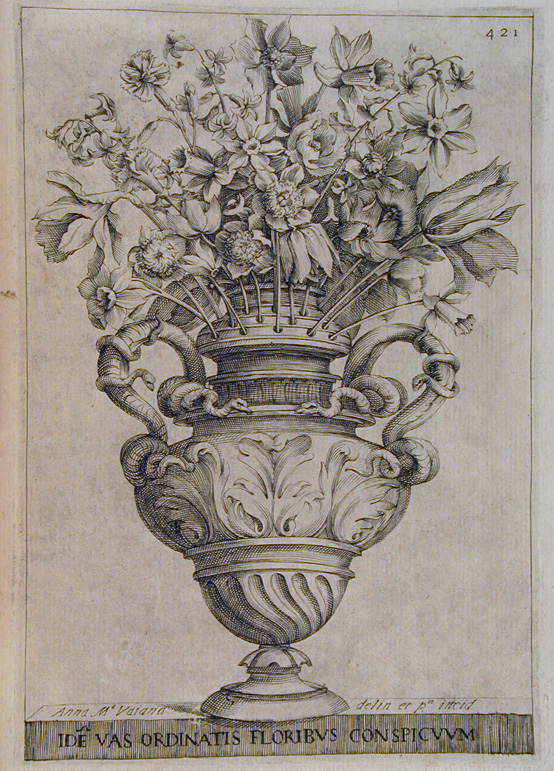
Illustrazione di Anna Maria Vaiana
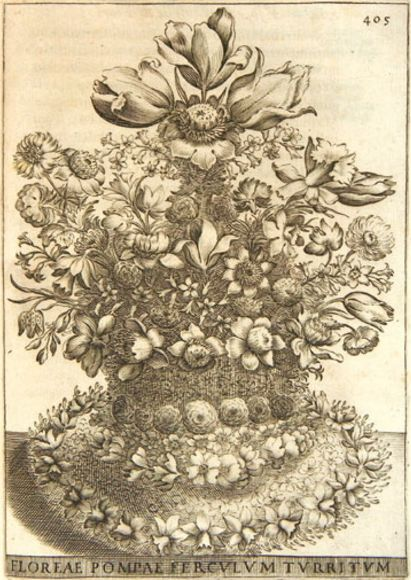
Floreae pompae ferculum turritum
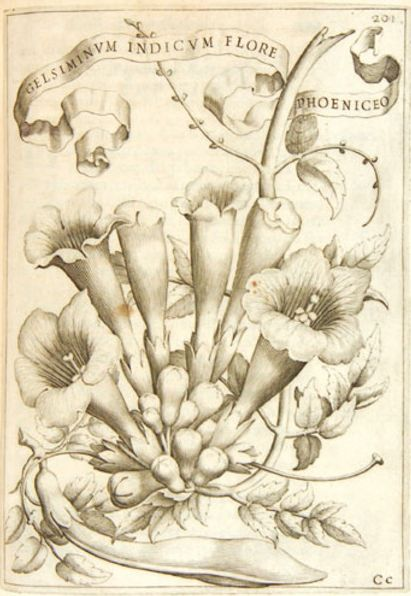
Gelsiminum indicum